# Bistum Teano-Calvi
Das Bistum Teano-Calvi (lateinisch: Dioecesis Theanensis-Calvensis, ital.: Diocesi di Teano-Calvi) ist eine in Italien gelegene römisch-katholische Diözese mit Sitz in Teano.

## Geschichte
Im 5. Jahrhundert wurde das Bistum Calvi errichtet. Am 14. August 966 wurde es dem Erzbistum Capua als Suffraganbistum unterstellt. Dem Bistum Calvi wurde am 27. Juni 1818 durch Papst Pius VII. mit der Apostolischen Konstitution De utiliori das Bistum Teano (Dioecesis Theanensis) angegliedert.
Das Bistum Calvi und Teano wurde am 30. April 1979 dem Erzbistum Neapel als Suffraganbistum unterstellt. Am 30. September 1986 wurde das Bistum Calvi und Teano durch die Kongregation für die Bischöfe mit dem Dekret Instantibus votis in Bistum Teano-Calvi umbenannt.
Papst Franziskus vereinigte das Bistum Teano-Calvi am 26. Februar 2021 in persona episcopi mit dem Bistum Alife-Caiazzo. Bischof Giacomo Cirulli wurde gleichzeitig zum Bischof von Alife-Caiazzo ernannt. Eine weitere Vereinigung in persona episcopi verfügte Papst Franziskus am 23. Februar 2023 mit dem Bistum Sessa Aurunca und ernannte Giacomo Cirulli auch zu dessen Bischof, der damit die volle Jurisdiktion über drei Bistümer ausübt.